# Христианские древности и археология
«Христианские древности и археология» — ежемесячный журнал; издавался В. А. Прохоровым в Санкт-Петербурге в 1862—1865 и в 1871—1872 гг.
В 1875—1878 годах журнал выходил под названием «Христианские древности». С 1871 года выходило приложение «Русские древности».
В журнале помещались главным образом рисунки и снимки.